# Lijst van zoetwatervissen in Sao Tomé en Principe

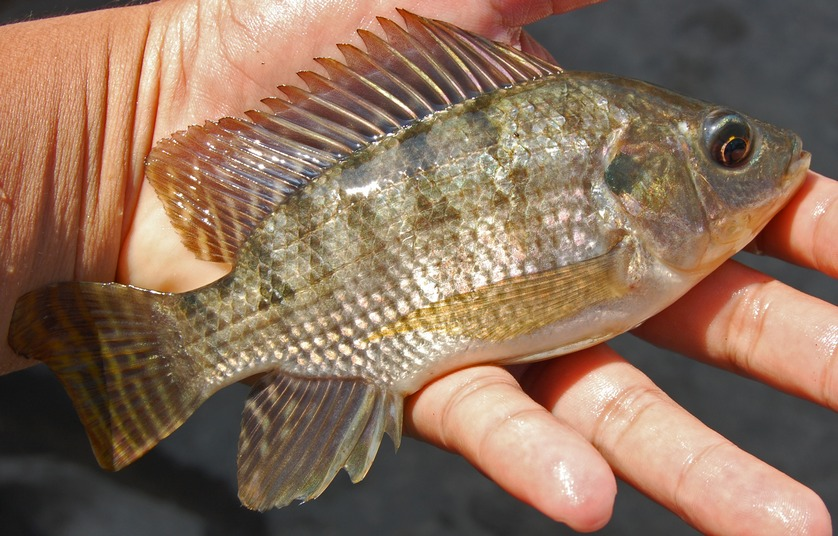
Nijltilapia

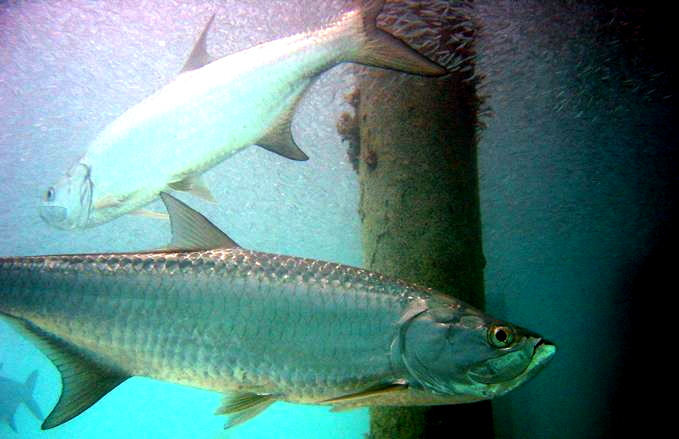
Atlantische tarpon

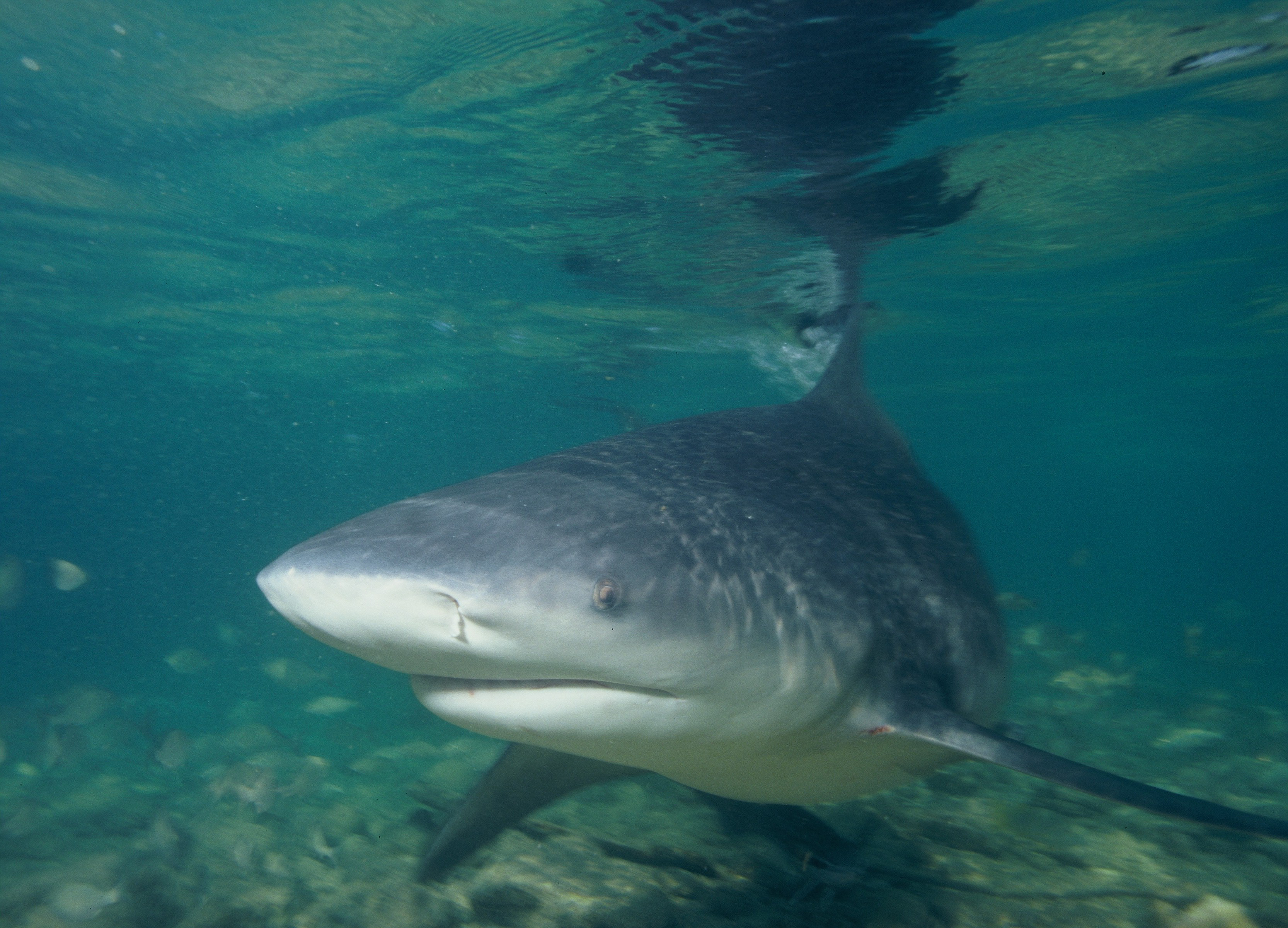
Stierhaai

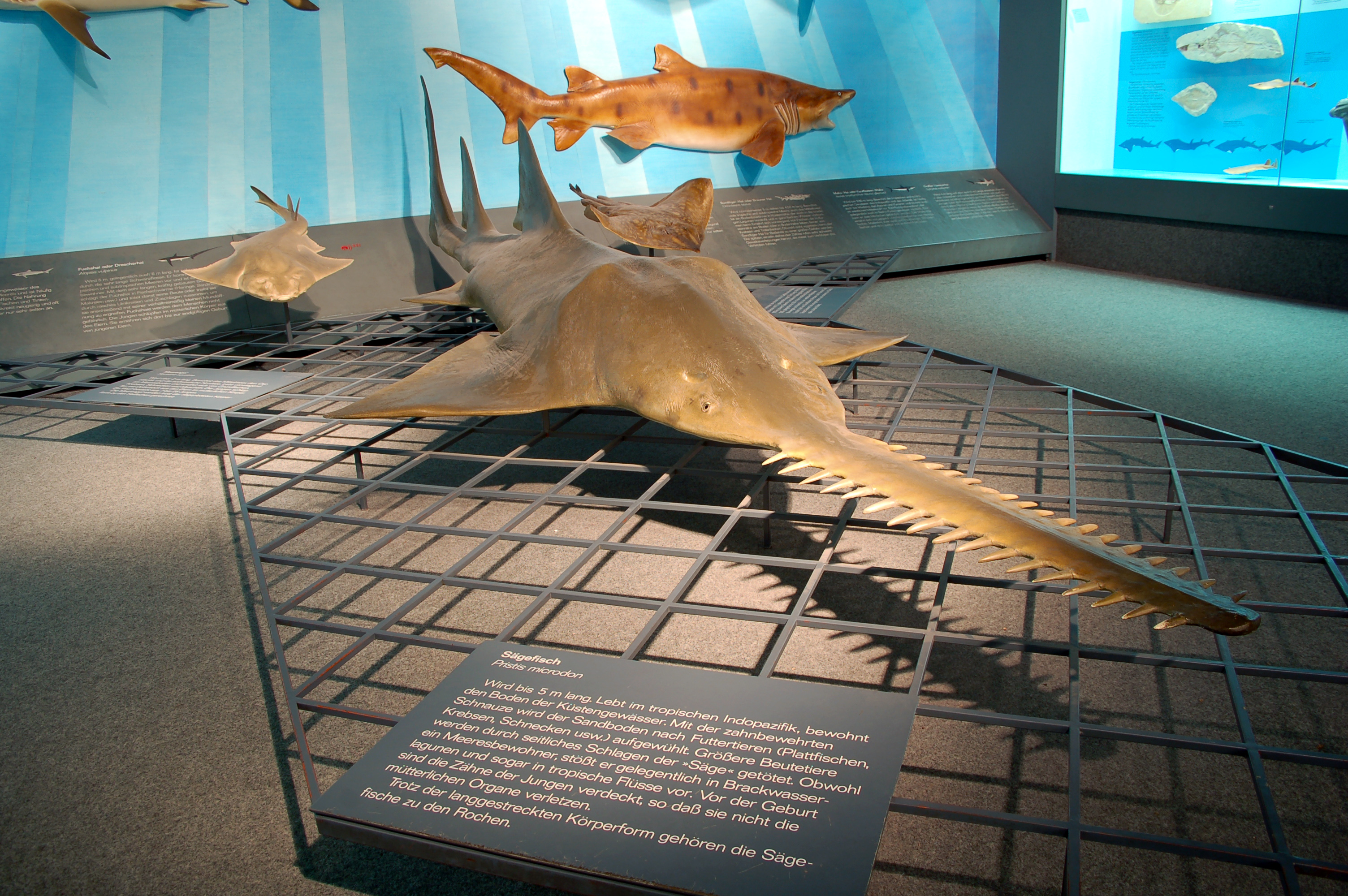
Groottandzaagvis

Dit is een lijst van vissen die voorkomen in zoet water in Sao Tomé en Principe.
De eilanden Sao Tomé en Principe zijn tropische, vulkanische eilanden zonder grote meren, maar met talrijke kleine beken en riviertjes. Op Sao Tomé en Principe komen zeven of acht soorten zoetwatervissen voor, de meeste hiervan zijn inheems en één soort is geïntroduceerd. Voor zover bekend zijn er geen endemische soorten.

## Ordebaarsachtigen(Perciformes)
Familie grondels (Gobiidae)
- Awaous bustamantei (inheems)[1]
- Awaous lateristriga (inheems)
- Sicydium bustamantei (inheems)

Familie cichliden (Cichlidae)
- Nijltilapia, Oreochromis niloticus niloticus (geïntroduceerd)

## Ordetandkarpers(Cyprinodontiformes)
Familie levendbarende tandkarpers (Poeciliidae)
- Aplocheilichthys spilauchen[2] (inheems)

## Ordetarponachtigen(Elopiformes)
Familie tarpons (Megalopidae)
- Tarpoen, Megalops atlanticus (inheems)

## Ordegrondhaaien(Carcharhiniformes)
Familie requiemhaaien (Carcharhinidae)
- Stierhaai, Carcharhinus leucas (inheems)

## OrdePristiformes
Familie zaagvissen (Pristidae)
- Groottandzaagvis, Pristis microdon (inheems)